# Celebration Park

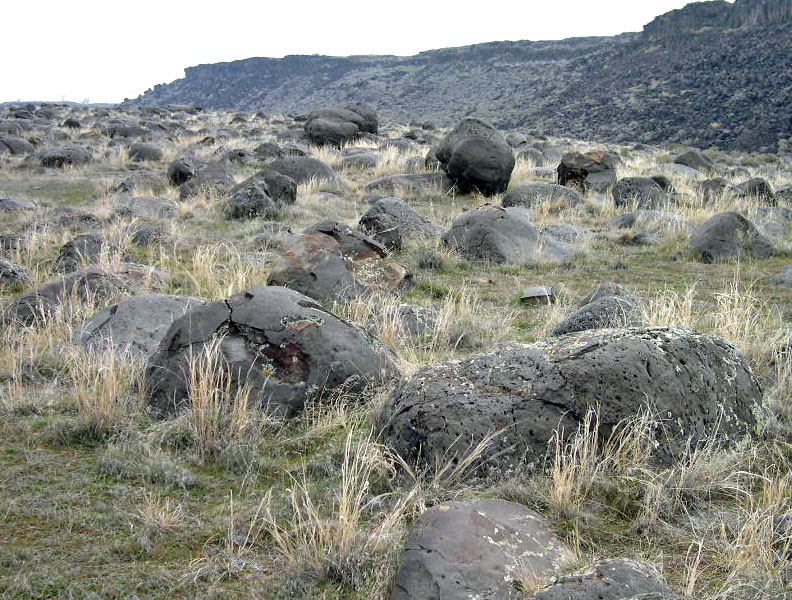
Melon Gravel im Celebration Park, Idaho.

Der Celebration Park ist ein archäologischer Park im Westen der Vereinigten Staaten im Südwesten von Idaho. Es ist der erste archäologische Park des Staates und grenzt an den Snake River in der Nähe von Melba und Walters Ferry im Canyon County. Der Park bietet Campingmöglichkeiten, Toiletten, Trinkwasser, Picknick, geführte Touren sowie Angeln und Zugang zu Wanderwegen am Snake River gegen eine geringe Tagesgebühr. Der Park liegt ungefähr 690 m über dem Meeresspiegel.

## Sehenswürdigkeiten

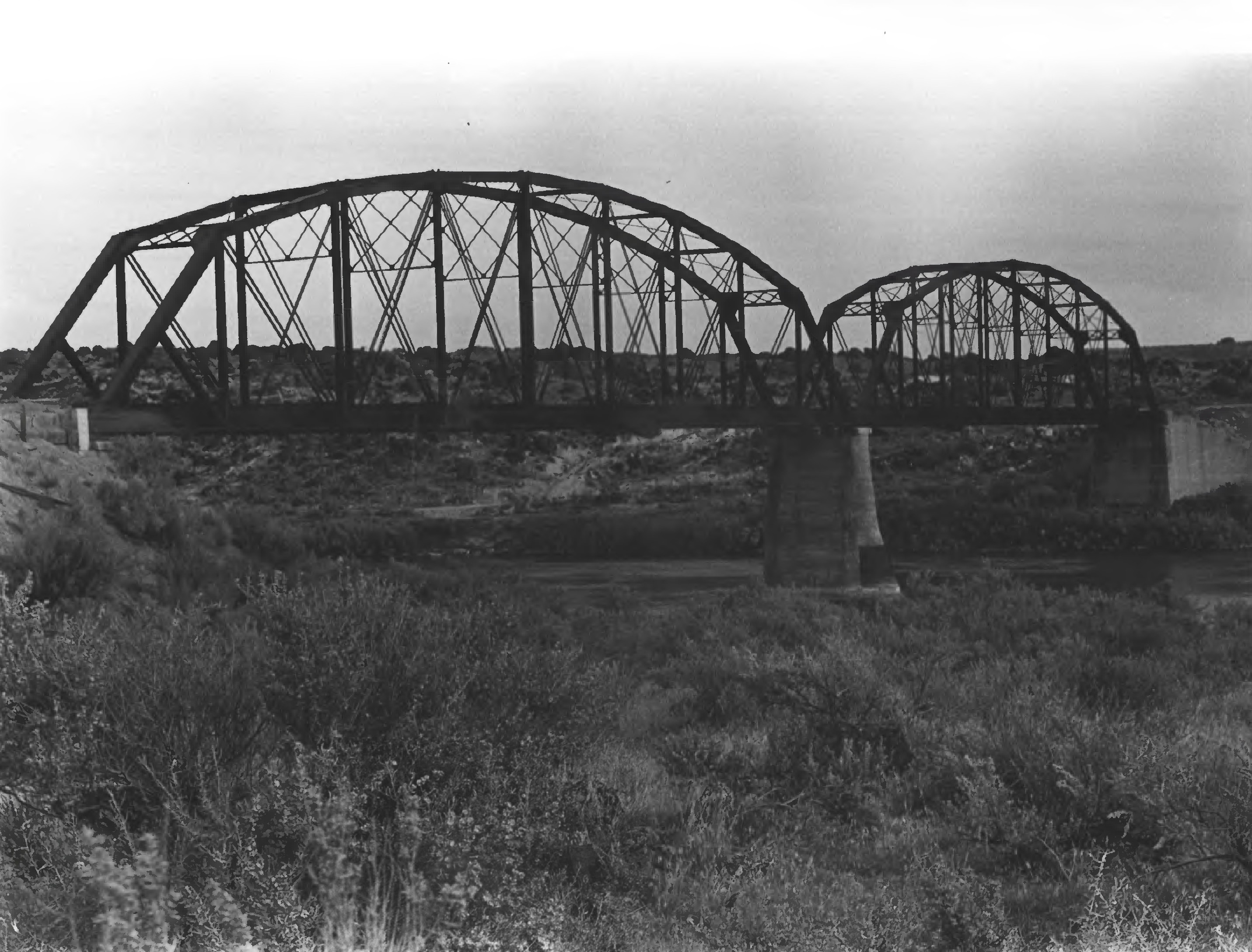
Eisenbahnbrücke im Celebration Park

Im Park finden sich etwa 12.000 Jahre alte Petroglyphen, Felszeichnungen der amerikanischen Ureinwohner. Die Gegend wurde in früheren Zeiten während des Winters von Paiute und Shoshonen bewohnt.
Die Eisenbahnbrücke im Park über den Snake River wurde im Jahr 1897 gebaut, um Gold- und Silbererz von Silver City zum Schmelzen nach Nampa zu transportieren. Sie wurde renoviert und kann besichtigt werden. Es handelt sich um das größte historische Bauwerk des Staates. Die 450 Tonnen schwere Stahlkonstruktion ist 21 m hoch und erstreckt sich über 150 m über den Fluss. Die Brücke wurde im Jahr 1947 aufgegeben, in den 1970er Jahren vor dem Abriss gerettet und 1989 von Canyon County gekauft und restauriert.
Weiterhin befinden sich im Park große Mengen Melon Gravel, einem Geröll, das von der Bonneville-Flut dort abgelagert wurde.